# Nikkei 225
De Nikkei 225 (Japans: 日経平均株価, 日経225) is de belangrijkste aandelenindex van de Tokyo Stock Exchange.

## Berekening
Zoals de naam al suggereert geeft de index de koersontwikkeling weer van 225 aandelen met een notering op de beurs van Tokio. Alleen de meest liquide aandelen komen in aanmerking. De index ging van start op 7 september 1950, maar hij werd retroactief berekend vanaf 16 mei 1949, de eerste dag na de Tweede Wereldoorlog dat de beurs werd heropend. Tot 1970 werd de index berekend door de beurs zelf, maar nadien heeft krant Nihon Keizai Shimbun (Nikkei ofwel Japans Financieel Dagblad) de dagelijkse berekening overgenomen.
De index bestaat uit aandelen van bedrijven. Aandelen van beleggingsfondsen, exchange-traded funds, vastgoedfondsen en preferente aandelen komen niet in aanmerking. De index wordt ten minste eenmaal per jaar in oktober herzien. De meest verhandelde aandelen worden geselecteerd en verder wordt rekening gehouden met een goede spreiding over de zes sectoren bij de uiteindelijke samenstelling van de index. Komt een bedrijf in de index te vervallen, door een fusie of faillissement, dan wordt binnen dezelfde sector naar een vervanger gezocht.
De index wordt berekend door de som te bepalen van de "aangepaste aandelenprijzen", en deze som te delen door de divisor. De "aangepaste prijs" van een aandeel is de koers maal de prijsaanpassingsfactor. De prijsaanpassingsfactor is voor de meeste aandelen 1, maar lager voor aandelen met een relatief hoge koers. De divisor wordt aangepast als het mandje aandelen verandert, en bij een aandelensplitsing of reverse split, zodanig dat wordt voorkomen dat deze niet-marktgerelateerde gebeurtenissen voor een abrupte verandering van de index zorgen.
Zolang het mandje aandelen niet verandert hangt de index dus alleen af van de 225 koersen, niet van het aantal aandelen dat per fonds vrij verhandelbaar is. Na een aandelensplitsing zal een bepaalde relatieve verandering van de koers een kleinere invloed hebben op de index, omdat de absolute verandering van de koers dan kleiner is.
Binnen de index hebben de technologie-aandelen met ruim 50% het zwaarste gewicht gevolgd door consumentengoederen (22%) en grondstoffen (13%). De twee kleinste sectoren zijn financiële waarden, als banken en verzekeraars, en transport en nutsbedrijven.
Een andere belangrijke beursindex in Japan is de TOPIX, die breder is samengesteld en de koersontwikkeling volgt van alle 1700 belangrijkste Japanse aandelen.

## Koershistorie

Koershistorie Nikkei sinds 1970

De hoogste stand van de index 38.957 werd bereikt op 29 december 1989. Op dat moment was de totale marktkapitalisatie van de beurs zo'n 590.000 miljard yen (ca. US$ 4900 miljard). De totale beurswaarde van alle Japanse aandelen was toen 45% van het wereldwijde totaal, de Verenigde Staten stond op de tweede plaats met 33% en het Verenigd Koninkrijk op plaats drie met 9%. In 2020 stond Japan met 7% van het totaal op de derde plaats na de Verenigde Staten en de Volksrepubliek China.
Op 9 maart 2009 werd het laagste punt in 26 jaar bereikt op 7.055 punten. Op 23 april 2015 kwam de index weer voor het eerst sinds 15 jaar boven de 20.000 punten uit, de vorige keer was in maart 2000. Op 22 februari 2024, ruim 34 jaar later, noteerde de index weer voor de eerste keer hoger sinds de laatste piek op 29 december 1989. Toen bereikte de index een hoogtepunt in een periode die gekenschetst wordt als een asset bubble met extreem hoge koers-winstverhoudingen. Er volgde daarop jaren van economische stagnatie en deflatie, maar op 22 februari 2024 steeg de index met 2,2% en sloot op een stand van 39.099.
| Jaar | Stand index per jaarultimo | Verandering vs voorgaande jaar |
| ---- | -------------------------- | ------------------------------ |
| 1985 | 13.113                     |                                |
| 1989 | 38.916                     |                                |
| 1990 | 23.849                     |                                |
| 1995 | 19.868                     |                                |
| 2000 | 13.786                     |                                |
| 2005 | 16.111                     |                                |
| 2010 | 10.229                     |                                |
| 2011 | 8.455                      | –17,3%                         |
| 2012 | 10.395                     | 22,9%                          |
| 2013 | 16.291                     | 56,7%                          |
| 2014 | 17.451                     | 7,1%                           |
| 2015 | 19.034                     | 9,1%                           |
| 2016 | 19.114                     | 0,4%                           |
| 2017 | 22.765                     | 19,1%                          |
| 2018 | 20.085                     | –11,8%                         |
| 2019 | 23.657                     | 18,2%                          |
| 2020 | 27.444                     | 16,0%                          |
| 2021 | 28.792                     | 4,9%                           |
| 2022 | 26.095                     | –9,4%                          |
| 2023 | 33.464                     | 28,2%                          |

## Samenstelling
Bij de Nikkei 225 index speelt alleen de hoogte van de beurskoers een rol. Het aandeel met de hoogste koers heeft het zwaarste gewicht in de index. Tokyo Electron heeft de hoogste absolute beurskoers en daarmee het grootste indexgewicht van ruim 8%. Naar marktkapitalisatie gemeten staat het bedrijf net niet in de top 10 met een beurswaarde die nog geen kwart is van die van Toyota. Toyota is veruit het grootste aandeel op de beurs gemeten naar marktkapitalisatie, maar stond in december 2021 niet in de top 10 van de Nikkei 225 index.

### naar indexgewicht
Per ultimo december 2022 had Tokyo Electron het grootste gewicht van 8,1% in de Nikkei 225 index. De aandelenkoers stond diezelfde dag op 66.280 yen. Nummer twee was Fast Retailing met 8,0% en SoftBank met een gewicht van 4,0%.

### naar marktkapitalisatie
Naar marktkapitalisatie gemeten waren in december 2021 de onderstaande fondsen het grootst in de Nikkei 225:
| - 1. Toyota - 2. Sony - 3. Keyence - 4. Recruit Holdings - 5. Tokyo Electron | - 6. SoftBank - 7. Shin-Etsu Chemical - 8. Mitsubishi UFJ Financial Group - 9. NIDEC - 10. KDDI |

## Samenstelling totaal
In oktober 2006 waren de volgende beursfondsen opgenomen in de index.
| Foods - Ajinomoto Co., Inc. (TYO: 2802) - Asahi Breweries, Ltd. (TYO: 2502) - Japan Tobacco Inc. (TYO: 2914) - Kikkoman Corp. (TYO: 2801) - Kirin Brewery Co., Ltd. (TYO: 2503) - Meiji Dairies Corp. (TYO: 2261) - Meiji Seika Kaisha, Ltd. (TYO: 2202) - Nichirei Corp. (TYO: 2871) - Nippon Meat Packers, Inc. (TYO: 2282) - The Nisshin Oillio Group, Ltd. (TYO: 2602) - Nisshin Seifun Group Inc. (TYO: 2002) - Sapporo Holdings Ltd. (TYO: 2501) - Takara Holdings Inc. (TYO: 2531) Textiles & Apparel - Kuraray Co., Ltd. (TYO: 3405) - Mitsubishi Rayon Co., Ltd. (TYO: 3404) - Nisshinbo Industries, Inc. (TYO: 3105) - Teijin Ltd. (TYO: 3401) - Toray Industries, Inc. (TYO: 3402) - Toyobo Co., Ltd. (TYO: 3101) - Unitika, Ltd. (TYO: 3103) Pulp & Paper - Hokuetsu Paper Mills, Ltd. (TYO: 3865) - Mitsubishi Paper Mills Ltd. (TYO: 3864) - Nippon Paper Group, Inc. (TYO: 3893) - Oji Paper Co., Ltd. (TYO: 3861) Chemicals - Asahi Kasei Corp. (TYO: 3407) - Denki Kagaku Kogyo K.K. (TYO: 4061) - Fujifilm Holdings Corp. (TYO: 4901) - Kao Corp. (TYO: 4452) - Mitsubishi Chemical Holdings Corp. (TYO: 4188) - Mitsui Chemicals, Inc. (TYO: 4183) - Nippon Kayaku Co., Ltd. (TYO: 4272) - Nippon Soda Co., Ltd. (TYO: 4041) - Nissan Chemical Industries, Ltd. (TYO: 4021) - Shin-Etsu Chemical Co., Ltd. (TYO: 4063) - Shiseido Co., Ltd. (TYO: 4911) - Showa Denko K.K. (TYO: 4004) - Sumitomo Chemical Co., Ltd. (TYO: 4005) - Toagosei Co., Ltd. (TYO: 4045) - Tosoh Corp. (TYO: 4042) - Ube Industries, Ltd. (TYO: 4208) Pharmaceuticals - Astellas Pharma Inc. (TYO: 4503) - Chugai Pharmaceutical Co., Ltd. (TYO: 4519) - Daiichi Sankyo Co., Ltd. (TYO: 4568) - Dainippon Sumitomo Pharma Co., Ltd. (TYO: 4506) - Eisai Co., Ltd. (TYO: 4523) - Kyowa Hakko Kogyo Co., Ltd. (TYO: 4151) - Shionogi & Co., Ltd. (TYO: 4507) - Takeda Pharmaceutical Company, Ltd. (TYO: 4502) Oil & Coal Products - Nippon Mining Holdings, Inc. (TYO: 5016) - Nippon Oil Corp. (TYO: 5001) - Showa Shell Sekiyu K.K. (TYO: 5002) Rubber Products - Bridgestone Corp. (TYO: 5108) - The Yokohama Rubber Co., Ltd. (TYO: 5101) Glass & Ceramics - Asahi Glass Co., Ltd. (TYO: 5201) - NGK Insulators, Ltd. (TYO: 5333) - Nippon Sheet Glass Co., Ltd. (TYO: 5202) - Nitto Boseki Co., Ltd. (TYO: 3110) - Sumitomo Osaka Cement Co., Ltd. (TYO: 5232) - Taiheiyo Cement Corp. (TYO: 5233) - Tokai Carbon Co., Ltd. (TYO: 5301) - Toto Ltd. (TYO: 5332) Steel Products - JFE Holdings, Inc. (TYO: 5411) - Kobe Steel, Ltd. (TYO: 5406) - Nippon Steel Corp. (TYO: 5401) - Sumitomo Metal Industries, Ltd. (TYO: 5405) Nonferrous Metals - Dowa Mining Co., Ltd. (TYO: 5714) - Fujikura Ltd. (TYO: 5803) - Furukawa Co., Ltd. (TYO: 5715) - The Furukawa Electric Co., Ltd. (TYO: 5801) - Mitsubishi Materials Corp. (TYO: 5711) - Mitsui Mining & Smelting Co., Ltd. (TYO: 5706) - Nippon Light Metal Co., Ltd (TYO: 5701) - Sumitomo Electric Industries, Ltd. (TYO: 5802) - Sumitomo Metal Mining Co., Ltd. (TYO: 5713) - Toho Zinc Co., Ltd. (TYO: 5707) - Toyo Seikan Kaisha, Ltd. (TYO: 5901) Machinery - Chiyoda Corp. (TYO: 6366) - Daikin Industries, Ltd. (TYO: 6367) - Ebara Corp. (TYO: 6361) - Hitachi Zosen Corp. (TYO: 7004) - Ishikawajima-Harima Heavy Industries Co., Ltd (TYO: 7013) - The Japan Steel Works, Ltd. (TYO: 5631) - JTEKT Corp. (TYO: 6473) - Komatsu Ltd. (TYO: 6301) - Kubota Corp. (TYO: 6326) - Mitsubishi Heavy Industries, Ltd. (TYO: 7011) - NSK Ltd. (TYO: 6471) - NTN Corp. (TYO: 6472) - Okuma Holdings, Inc. (TYO: 6103) - Sumitomo Heavy Industries, Ltd. (TYO: 6302) Electric Machinery - Advantest Corp. (TYO: 6857) - Alps Electric Co., Ltd. (TYO: 6770) - Canon Inc. (TYO: 7751) - Casio Computer Co., Ltd. (TYO: 6952) - Clarion Co., Ltd. (TYO: 6796) - Denso Corp. (TYO: 6902) - Fanuc Ltd. (TYO: 6954) - Fuji Electric Holdings Co., Ltd. (TYO: 6504) - Fujitsu Ltd. (TYO: 6702) - GS Yuasa Battery Ltd. (TYO: 6674) - Hitachi, Ltd. (TYO: 6501) - Kyocera Corp. (TYO: 6971) - Matsushita Electric Industrial Co., Ltd. (TYO: 6752) - Matsushita Electric Works, Ltd. (TYO: 6991) - Meidensha Corp. (TYO: 6508) - Minebea Co., Ltd. (TYO: 6479) - Mitsubishi Electric Corp. (TYO: 6503) - Mitsumi Electric Co., Ltd. (TYO: 6767) - NEC Corporation (TYO: 6701) - Oki Electric Industry Co., Ltd. (TYO: 6703) - Pioneer Corporation (TYO: 6773) - Sanyo Electric Co., Ltd. (TYO: 6764) - Sharp Corp. (TYO: 6753) - Sony Corp. (TYO: 6758) - Taiyo Yuden Co., Ltd. (TYO: 6976) - TDK Corp. (TYO: 6762) - Tokyo Electron Ltd. (TYO: 8035) - Toshiba Corp. (TYO: 6502) - Yokogawa Electric Corp. (TYO: 6841) Shipbuilding - Kawasaki Heavy Industries, Ltd. (TYO: 7012) - Mitsui Engineering & Shipbuilding Co., Ltd. (TYO: 7003) | Automotive - Hino Motors, Ltd. (TYO: 7205) - Honda Motor Co., Ltd. (TYO: 7267) - Isuzu Motors Ltd. (TYO: 7202) - Mazda Motor Corp. (TYO: 7261) - Mitsubishi Motors Corp. (TYO: 7211) - Nissan Motor Co., Ltd. (TYO: 7201) - Subaru Corp. (TYO: 7270) - Suzuki Motor Corp. (TYO: 7269) - Toyota Motor Corp. (TYO: 7203) Other Transport Equipment - Topy Industries, Ltd. (TYO: 7231) Precision Instruments - Citizen Watch Co., Ltd. (TYO: 7762) - Konica Minolta Holdings, Inc. (TYO: 4902) - Nikon Corp. (TYO: 7731) - Olympus Corp. (TYO: 7733) - Ricoh Co., Ltd. (TYO: 7752) - Terumo Corp. (TYO: 4543) Other Manufacturing - Dai Nippon Printing Co., Ltd. (TYO: 7912) - Toppan Printing Co., Ltd. (TYO: 7911) - Yamaha Corp. (TYO: 7951) Fishery - Nippon Suisan Kaisha, Ltd. (TYO: 1332) Mining - Inpex Holdings Inc. (TYO: 1605) Construction - Comsys Holdings Corp. (TYO: 1721) - Daiwa House Industry Co., Ltd. (TYO: 1925) - JGC Corp. (TYO: 1963) - Kajima Corp. (TYO: 1812) - Kumagai Gumi Co., Ltd. (TYO: 1861) - Obayashi Corp. (TYO: 1802) - Sekisui House, Ltd. (TYO: 1928) - Shimizu Corp. (TYO: 1803) - Taisei Corp. (TYO: 1801) Trading Companies - Itochu Corp. (TYO: 8001) - Marubeni Corp. (TYO: 8002) - Mitsubishi Corp. (TYO: 8058) - Mitsui & Co., Ltd. (TYO: 8031) - Sojitz Corp. (TYO: 2768) - Sumitomo Corp. (TYO: 8053) - Toyota Tsusho Corp. (TYO: 8015) Retail - Aeon Co., Ltd. (TYO: 8267) - Fast Retailing Co., Ltd. (TYO: 9983) - Isetan Co., Ltd. (TYO: 8238) - Marui Co., Ltd. (TYO: 8252) - Mitsukoshi, Ltd. (TYO: 2779) - Seven & I Holdings Co., Ltd. (TYO: 3382) - Takashimaya Co., Ltd. (TYO: 8233) Banking - The Bank of Yokohama, Ltd. (TYO: 8332) - The Chiba Bank, Ltd. (TYO: 8331) - Mitsubishi UFJ Financial Group, Inc. (TYO: 8306) - Mitsui Trust Holdings, Inc. (TYO: 8309) - Mizuho Financial Group, Inc. (TYO: 8411) - Mizuho Trust & Banking Co., Ltd. (TYO: 8404) - Resona Holdings, Inc. (TYO: 8308) - Shinsei Bank, Ltd. (TYO: 8303) - The Shizuoka Bank, Ltd. (TYO: 8355) - The Sumitomo Mitsui Financial Group, Inc. (TYO: 8316) - Sumitomo Trust & Banking Co., Ltd. (TYO: 8403) Securities - Daiwa Securities Group Inc. (TYO: 8601) - Nikko Cordial Corp. (TYO: 8603) - Nomura Holdings, Inc. (TYO: 8604) - Shinko Securities Co., Ltd. (TYO: 8606) Insurance - Millea Holdings, Inc. (TYO: 8766) - Mitsui Sumitomo Insurance Co., Ltd. (TYO: 8752) - Sompo Japan Insurance Inc. (TYO: 8755) - T&D Holdings, Inc. (TYO: 8795) Other Financial Services - Credit Saison Co., Ltd. (TYO: 8253) - UFJ Nicos Co., Ltd. (TYO: 8583) Real Estate - Heiwa Real Estate Co., Ltd. (TYO: 8803) - Mitsubishi Estate Co., Ltd. (TYO: 8802) - Mitsui Fudosan Co.,Ltd (TYO: 8801) - Sumitomo Realty & Development Co., Ltd. (TYO: 8830) - Tokyu Land Corp. (TYO: 8815) Railway/Bus - East Japan Railway Company (TYO: 9020) - Keio Corp. (TYO: 9008) - Keisei Electric Railway Co., Ltd. (TYO: 9009) - Odakyu Electric Railway Co., Ltd. (TYO: 9007) - Tobu Railway Co., Ltd. (TYO: 9001) - Tokyu Corp. (TYO: 9005) - West Japan Railway Company (TYO: 9021) Other Land Transport - Nippon Express Co., Ltd. (TYO: 9062) - Yamato Holdings Co., Ltd. (TYO: 9064) Marine Transport - Kawasaki Kisen Kaisha, Ltd. (TYO: 9107) - Mitsui O.S.K. Lines, Ltd. (TYO: 9104) - Nippon Yusen K.K. (TYO: 9101) Air Transport - All Nippon Airways Co., Ltd. (TYO: 9202) - Japan Airlines Corp. (TYO: 9205) Warehousing - Mitsubishi Logistics Corp. (TYO: 9301) Communications - KDDI Corp. (TYO: 9433) - Nippon Telegraph and Telephone Corp. (TYO: 9432) - NTT Data Corp. (TYO: 9613) - NTT DoCoMo, Inc. (TYO: 9437) - Softbank Corp. (TYO: 9984) Electric Power - Chubu Electric Power Co., Inc. (TYO: 9502) - The Kansai Electric Power Co., Inc. (TYO: 9503) - The Tokyo Electric Power Co., Inc. (TYO: 9501) Gas - Osaka Gas Co., Ltd. (TYO: 9532) - Tokyo Gas Co., Ltd. (TYO: 9531) Services - CSK Holdings Corp. (TYO: 9737) - Dentsu Inc. (TYO: 4324) - Konami Corp. (TYO: 9766) - Secom Co., Ltd. (TYO: 9735) - Sky Perfect Communications Inc. (TYO: 4795) - Tokyo Dome Corp. (TYO: 9681) - Toho Co., Ltd. (TYO: 9602) - Trend Micro Inc. (TYO: 4704) - Yahoo Japan Corp. (TYO: 4689) |